# Рамасвамі Венкатараман
Рамасвамі Венкатараман (там. ராமசுவாமி வெங்கட்ராமன்; 4 грудня 1910 — 27 січня 2009) — індійський державний і політичний діяч, восьмий президент Індії.

## Життєпис
Здобув економічну освіту у Мадраському університеті. Упродовж тривалого часу працював у Вищому суді Мадраса, а від 1951 року — у Верховному суді Індії. За часів своєї юридичної практики долучився до національно-визвольного руху, був активним учасником ІНК, особливого його профспілкового крила. Після Другої світової війни був серед юристів, уповноважених керівництвом ІНК для захисту індійських націоналістів від звинувачень у співробітництві японськими мілітаристами.
У 1950—1952 роках був членом тимчасового парламенту незалежної Індії, а також був обраний до Лок Сабха першого скликання. Після 1957 року залишив депутатський корпус, присвятивши себе діяльності в уряді Тамілнаду, де до 1967 року займав різні пости. Згодом перейшов на роботу до федерального уряду Індії, зайнявши місце члена Планової комісії, яке займав до 1971 року. 1977 знову був обраний до парламенту від ІНК, що на той час був опозиційною партією. Після повернення партії до влади 1980 року зайняв посаду міністра фінансів, а пізніше (1982) — міністра оборони в кабінеті Індіри Ганді.
У 1984—1987 роках обіймав посаду віце-президента. Займав пост глави держави у 1987 — 1992 роках.